# Norberto Raffo
Norberto Raffo (Avellaneda, 27 april 1939 -  Buenos Aires, 16 december 2008) was een Argentijnse voetballer. 
Raffo speelde voor Independiente en Racing Club, de twee grote clubs en aartsrivalen uit Avellaneda en won met beiden de landstitel. 